# Tanganyikasjön
Tanganyikasjön är en stor sjö i Centralafrika. Sjön utgör den naturliga gränsen mellan Kongo-Kinshasa i väst och Tanzania i öst och större delen av sjön delas mellan dessa två länder. Mindre delar hör till Burundi i norr respektive Zambia i söder. Tanganyikasjön är den näst största sötvattenssjön i volym och den näst djupaste sjön i världen efter Bajkalsjön i Sibirien. Sjön antas även vara jordens näst äldsta efter Bajkalsjön.
Sjöns enda utlopp är den 320 kilometer långa Lukugafloden som sträcker sig från sjöns västra strand vid Kalemi till Lualabafloden 40 kilometer norr om Kabalo.
Sedan 9 maj 2007 är sjön uppsatt på Burundis tentativa världsarvslista.

## Historia
De första europeiska upptäcktsresande som nådde fram till Tanganyikasjön var Richard Francis Burton och John Hanning Speke 1858 och afrikaforskarna antog då att sjön var Nilens källa. Verney Lovett Cameron var 1874 den förste som fann att sjöns utlopp var floden Lukuga, ungefär på mitten av västra kusten och Henry Morton Stanley konstaterade under sin expedition 1874–1877 att sjön inte var förbunden med Nilen.

## Geografi
Sjön ligger i östafrikanska gravsänkesystemets västra gravsänka, omgärdad av dalens bergsluttningar och är den största av Afrikas sjöar i gravsänkor. Med sitt medeldjup på 570 meter och ett maximalt djup på 1 470 meter i den norra bassängen är det Afrikas djupaste sjö som också utgör kontinentens största färskvattenreservoar. Sjön är 673 kilometer lång från norr till söder och i genomsnitt 50 kilometer i bredd. Dess 32 900 km² gör den till kontinentens näst största till ytan. Medeltemperaturen är 25 °C och sjön har ett pH-värde på 8,4.
Det enorma djupet och sjöns tropiska läge förhindrar omsättningen av större vattenmassor, vilket gör att mycket av de största djupen består av så kallat fossilt vatten och är anoxiskt (brist på syre). Den låga halten av syre, i kombination med förekomsten av höga halter vätesulfid, gör att de 1200 m närmast botten saknar liv.
Sjöns upptagningsområde täcker 231 000 km² med två större tillflöden och ett antal mindre floder och strömmar (på grund av de branta bergen som gör upptagningsområdet litet). Sjön har periodvis ett utflöde i Lukugafloden som mynnar ut i Lualaba i Kongoflodens vattensystem. De största inflödena är Ruzizifloden, som rinner från Kivusjön i norr, och Malagarasifloden från öst, Tanzanias näst största flod.
Sjön har gett namn till provinsen Tanganyika i Kongo väster om sjön och området Tanganyika i Tanzania öster om sjön.

## Biologi

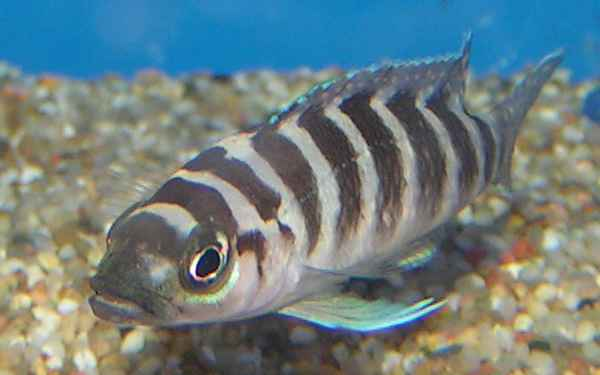
En av de många ciklidarterna i Tanganyikasjön

I sjön finns mer än 350 fiskarter, varav de flesta är endemiska. Av dessa arter är mer än 250 ciklidfiskar. 98 procent av Tanganyikans ciklidarter är endemiska för sjön. Detta gäller även de flesta av sjöns evertebrater, särskilt blötdjur (vilka har samma former som många marina blötdjur), krabbor, räkor, hoppkräftor, maneter och iglar. I pelagen, den fria vattenpelaren, finns dock större delen av fiskbeståndet som domineras av sex arter: två arter av kapenta (så kallad tanganyikasardin) och fyra arter rovfisk av släktet lates (besläktade med de nilabborrar som ödelagt Victoriasjöns bestånd av ciklider). Flera arter av ciklider, bland annat Frontoser, Prinsessan av Burundi och snäcklekare, har blivit populära som akvariefiskar på grund av sina unika och attraktiva färger och kroppsformer, sin ovanliga livsstil och relativt höga intelligens.
Några andra speciella arter som lever i sjön är vattenkobror. Av större djur kan nämnas nilkrokodil och flodhäst som förekommer vid några ställen längs sjöns strandlinje.

## Fiske

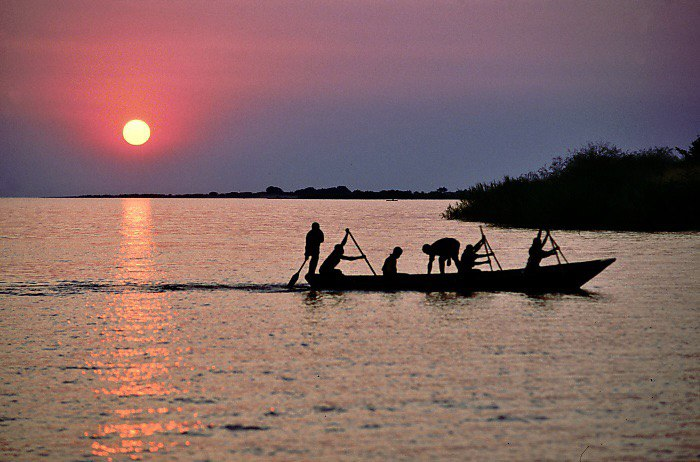
Fiskare på Tanganyikasjön.

Sjöns fiskar fungerar som lokalbefolkningens huvudsakliga proteinkälla. Omkring 45 000 människor vid 800 orter kring sjön är direkt sysselsatta med fisket som försörjer omkring en miljon människor. Fisk från Tanganyika exporteras till större delarna av Östafrika. Kommersiellt fiske inleddes i mitten av 1950-talet och har haft en stor påverkan på de pelagiska fiskarterna. År 1995 uppgick den totala fångsten till omkring 180 000 ton men idag exporteras bara 500 ton fisk per år. Den fiskeindustri, som tillkom under 1980-talet, har kollapsat på grund av utfiskningen.

## Transport
De två passagerar- och fraktfartygen MV Liemba (mellan Kigoma och Mpulungu) och Mwongozo (mellan Kigoma och Bujumbura) trafikerar sjön utefter den östra kusten.
Hamnstaden Kigoma är slutstationerna för järnvägen från Dar es-Salaam i Tanzania, och hamnstaden Kalemie är en slutstation i Demokratiska Republiken Kongos järnvägsnät.

## Kampen om kontrollen över sjön under första världskriget
Tanganyikasjön var scen för två berömda slag under första världskriget. Med hjälp av fartyget Graf Goetzen, numera MV Liemba, hade tyskarna fullständig kontroll över sjön under krigets första skede. Fartyget användes både till att föra last och passagerare över sjön och vara bas för överraskande attacker mot de allierade trupperna. 
Det brittiska amiralitetet beslöt därför att sända en expeditionskår under befäl av Geoffrey Spicer-Simson för att bryta denna dominans. De två beväpnade motorbåtarna Mimi och Toutou transporterades från Storbritannien till Tanganyikasjön via järnväg, landsväg och flod till Albertville på sjöns västkust. De två båtarna gjorde i december 1915 en överraskande attack mot tyskarna och bordade kanonbåten Kingani.
Ett andra tyskt fartyg, Hedwig von Wissmann, sänktes i februari 1916, varvid SMS Goetzen blev det enda stora kvarvarande tyska krigsfartyget på sjön. Som ett resultat av sin stärkta position på sjön började de allierade avancera mot Kigoma landvägen, och belgarna etablerade en flygbas på sjöns västra kust vid Albertville. Det var därifrån, i juni 1916, som de gjorde en bombräd mot de tyska ställningarna runt Kigoma. Det är oklart om Goetzen träffades (belgarna påstod att de hade träffat den, vilket tyskarna förnekade). Tyskarnas stridsmoral sjönk och Goetzens kanoner monterades bort från fartyget, eftersom de behövdes på annat håll. Nu hade kriget vid sjön avstannat och båda sidorna avstod från att attackera sina motståndare. Emellertid fortsatte kriget på andra håll, till största delen till de allierades fördel. De lyckades stänga av järnvägen till Kigoma i juli 1916 och staden hotades av total isolering. Detta ledde till att den tyske kommendören, Gustav Zimmer, övergav staden och begav sig söderut. För att undvika att SMS Goetzen skulle falla i Ententens händer, lät Zimmer sänka fartyget. Senare, 1924, bärgades fartyget och döptes om till MV Liemba.